# 郑宝慈
郑宝慈（1878年—？），表字幼岩，道名婴芝，江苏江宁人，中华民国新兴宗教道院的创始成员，曾任道院下属五院之一的宣院的统经掌籍。
1922年10月，熊希龄、钱能训、徐世光、杜秉寅等人发起成立世界红卍字会，郑婴芝也属发起成员。1922年，郑婴芝与辛铸九、管相麟等人在济南市上新街59号创办世界红卍字会济南分会:388。

## 备注
1. ↑  根据1921年《济南道院授经人齿录》中所载登记年龄44岁推算[1]